# Wolfgang Kolbe
Wolfgang Kolbe (* 24. März 1929 in Putzar bei Anklam in Mecklenburg-Vorpommern; † 18. März 2000 in Wuppertal) war ein deutscher Entomologe mit
dem Spezialgebiet Käfer.

## Leben und Wirken
Nach dem Abitur 1948 an der Oberschule in Pasewalk studierte Kolbe Biologie und Chemie an der Pädagogischen Hochschule Berlin-Ost. 1956 ging er nach Sprockhövel und führte sein Studium an der Pädagogischen Akademie in Wuppertal fort. Nach anschließender Tätigkeit als Lehrer erhielt er 1961 einen Lehrauftrag für Biologie an der Pädagogischen Hochschule Wuppertal, später ergänzt durch eine Lehrtätigkeit an der Pädagogischen Hochschule Siegerland. Parallel dazu begann er im Sommer 1961 ein Studium der Biologie an der Universität zu Köln, das er 1965 mit der Promotion abschloss.
Im Januar 1969 übernahm Kolbe die Leitung des Naturwissenschaftlichen und Stadthistorischen Museums in Wuppertal, das 1973 in Fuhlrott-Museum – nach dem Entdecker des Neandertalers – umbenannt wurde. Er leitete dieses Museum 25 Jahre bis zu seiner Pensionierung 1994. Während dieser Zeit baute er das Museum aus, legte mit der Arbeitsgemeinschaft Rheinischer Koleopterologen dort eine ökologische Landessammlung der Käfer Nordrhein-Westfalens an und betrieb als Schwerpunktsforschung die ökologische Erforschung – besonders der Käferfauna – des Staatsforstes Burgholz, in dem sich ein nach ihm benannter Lehrpfad findet.
Wolfgang Kolbe liegt auf dem Evangelischen Friedhof an der Höhenstraße in Wuppertal-Dönberg begraben. Sein Grabstein ziert ein Käfer. 

## Mitgliedschaften und Auszeichnungen
- Gründungsmitglied der Deutschen Gesellschaft für allgemeine und angewandte Entomologie (DgaaE) und Stellvertretender Vorsitzender von 1986 bis 1988.
- Stellvertretender Vorsitzender (1988 bis 1994) im Naturhistorischen Verein der Rheinlande und Westfalens.
- Beiratsmitglied (1984 bis 1989 und 1994 bis 2000) und zeitweilig Zweiter Vorsitzender in der Arbeitsgemeinschaft Rheinischer Koleopterologen
- Vorstandstätigkeit im Naturwissenschaftlichen Verein Wuppertal
- Zweiter Vorsitzender bei der Deutschen Gesellschaft für allgemeine und angewandte Entomologie
- Erster Vorsitzender im Verband Rheinischer Museen.
- Kuratoriumsmitglied zur Verleihung der Fabricius- und der Meigen-Medaille der Deutschen Gesellschaft für allgemeine und angewandte Entomologie
- Vertreter im Beirat der Höheren Landschaftsbehörde beim Regierungspräsidenten in Düsseldorf
- Beiratsmitglied in der Entomofaunistischen Gesellschaft Dresden
- Kolbe wurde 1998 für seine Verdienste um die Erforschung der heimischen Fauna mit dem Rheinlandtaler gewürdigt.

## Publikationen
- W.Kolbe: Experimentelle Untersuchungen zur Bildung von Epidermiscysten in vitro und im Unterhautbindegewebe von Urodelenlarven. Inaugural-Dissertation, Universität Köln 1964, 1–52, 29 Abb.
- W.Kolbe: Aspekte des Biologieunterrichts -Unmittelbarkeit und Durchdringung in: Heinrich, J. & Schmitz, G. & Schallenberger, E. H. (Hrsg.) 1968: Beiträge zur Fachdidaktik (Ratingen) 4, 1–92
- W.Kolbe (Hrsg.): Der Bergische Wald – Lebensraum für Pflanzen, Tiere und Menschen, vorgestellt am Beispiel des Staatswalds Burgholz in Wuppertal und Solingen. Natur beobachten und kennenlernen, Bergisches Land, Band 7. Born-Verlag, Wuppertal 1991, ISBN 3-87093-044-6
- Kolbe publizierte mehr als 150 Artikel sehr unterschiedlicher Thematik, darunter die Analyse des Anbaus fremdländischer Baumarten auf die Käferfauna am Beispiel des Staatswaldes Burgholz.
Eine Bibliographie seiner Publikationen findet sich in der Literatur[1]